# Otto Mensing

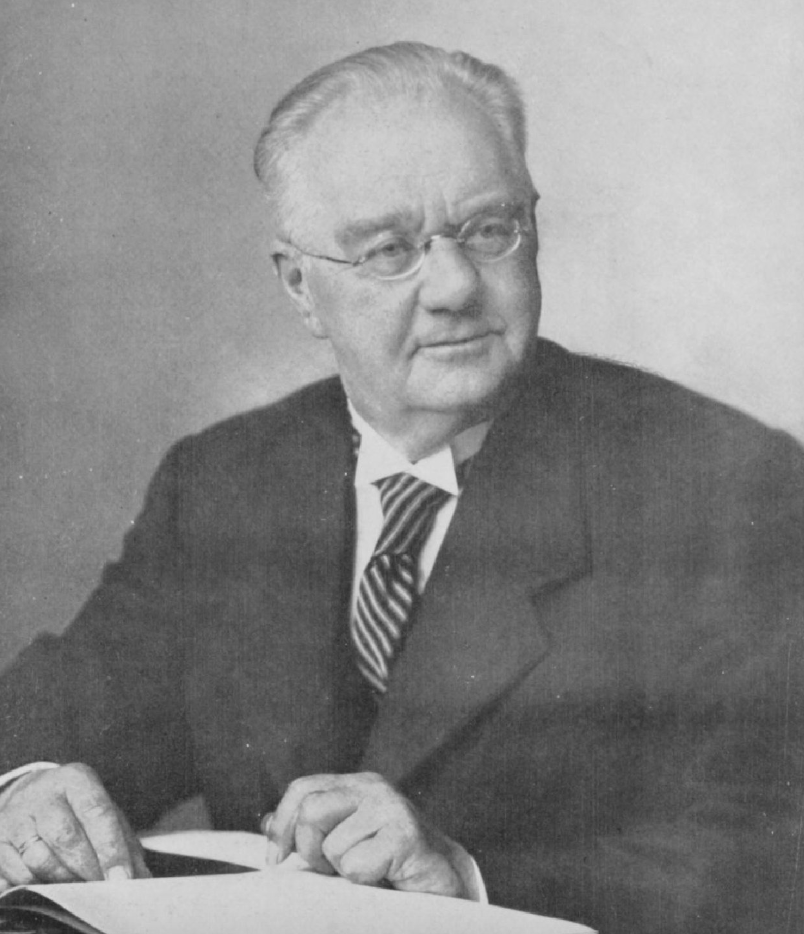
Otto Mensing

Otto Ludwig Theodor Mensing (* 28. Juli 1868 in Lütjenburg; † 19. August 1939 in Kiel) war ein deutscher Sprachforscher, Schauspieler, Regisseur und Hörspielsprecher.

## Leben
Mensing hatte sich 1903 in Kiel habilitiert. Bereits im Jahre 1902 begannen die Vorarbeiten zu einem Wörterbuch mit einem in schleswig-holsteinischen Zeitungen abgedruckten Aufruf an die Bevölkerung. Es sollte Quellenmaterial über das Plattdeutsche in Schleswig-Holstein gesammelt und den Initiatoren zugesendet werden. Das Schleswig-Holsteinische Wörterbuch erschien zwischen 1925 und 1935 in fünf Bänden. Mensing leitete die Niederdeutsche Sozietät an der Christian-Albrechts-Universität zu Kiel und wurde 1917 zum Professor ernannt. Im Jahre 1921 gründete er die Niederdeutsche Bühne Kiel, mit deren Ensemble er bei der Nordischen Rundfunk AG (NORAG) auch als Sprecher und Regisseur in Erscheinung trat. Für seine Niederdeutsch-Forschungen wurde er 1928 vom  Lehrdienst befreit. 1937 wurde er zum korrespondierenden Mitglied der Göttinger Akademie der Wissenschaften gewählt.

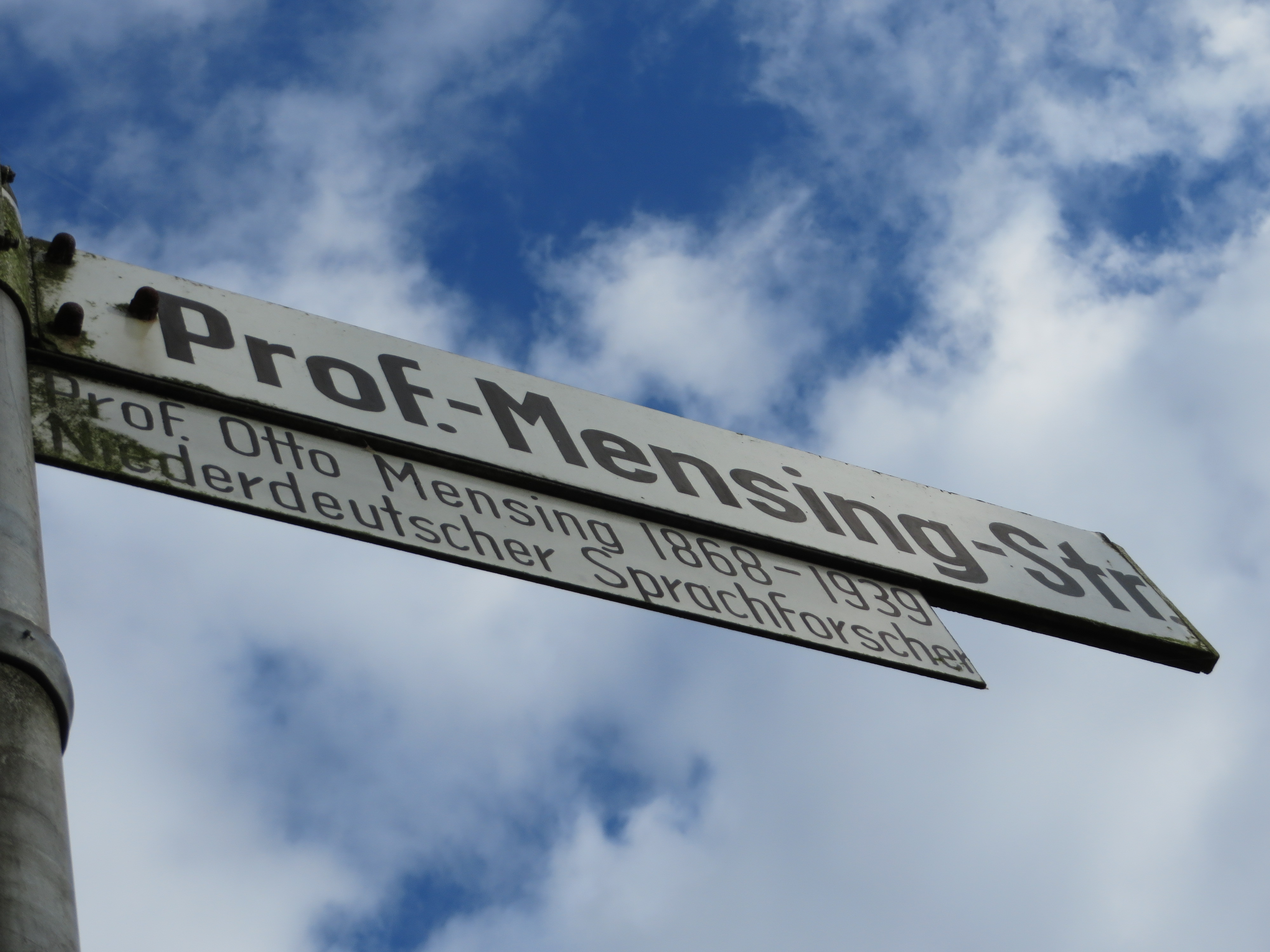
Straßenschild der Professor-Mensing-Straße in Flensburg

In Kiel erinnert die Mensingstraße an den Sprachforscher. In Flensburg wurde 1959 die Professor-Mensing-Straße nach ihm benannt.
1886 wurde er Mitglied der Kieler Burschenschaft der Krusenrotter.

## Werke (Auswahl)
- Untersuchungen über die Syntax der Concessivsätze im Alt- und Mittelhochdeutschen mit besonderer Rücksicht auf Wolframs Parzival. Dissertation, Druck von H. Fiencke, Kiel 1891 (Digitalisat in der Google-Buchsuche).
- Das Schleswig-Holsteinische Wörterbuch. In: Die Heimat. Monatsschrift des Vereins zur Pflege der Natur- und Landeskunde in Schleswig-Holstein, Hamburg und Lübeck. Bd. 14 (1904), Heft 7, Juli 1904, S. 149–157 (Digitalisat).
- Schleswig-Holsteinisches Wörterbuch. – Kurzausgabe, Verlag C. Donath 1906.
- Das Schleswig-Holsteinische Wörterbuch. In: Die Heimat. Monatsschrift des Vereins zur Pflege der Natur- und Landeskunde in Schleswig-Holstein, Hamburg und Lübeck. Bd. 16 (1906), Heft 11, November 1906, S. 261–269 (Digitalisat).
- Volkskundliche Bestrebungen in Schleswig-Holstein. In: Die Heimat. Monatsschrift des Vereins zur Pflege der Natur- und Landeskunde in Schleswig-Holstein, Hamburg und Lübeck. Bd. 18 (1908), Heft 12, Dezember 1908, S. 277–283 (Digitalisat).
- Das Schleswig-Holsteinische Wörterbuch. In: Die Heimat. Bd. 22 (1912), Nr. 9, September 1912, S. 209–214 (Digitalisat).
- Das Plattdeutsche in Schleswig und die neue Bewegung. In: Schleswig-Holsteinisches Jahrbuch (1921), S. 76–80.
- Schleswig-Holsteinisches Wörterbuch. – Volksausgabe. Veröffentlicht von Karl Johann Gottfried Wachholtz, 1925–1935.
- Volkssprache und Volkskunde bei Theodor Storm. Flensburg 1923.
- Niederdeutsches Allerlei. Volkstümliche Vorträge. Neumünster 1934.
- De holsteensche Rüggeloeper und andere Flugschriften zum Schwedeneinfall in Holstein vom Jahre 1644. Wachholtz Verlag, Neumünster 1938.

## Hörspiele (Auswahl)
Art der Hörspiele: Sendespiele (Hörspielbearbeitungen)
Sendeart: Livesendungen ohne Aufzeichnung
- 1926: Wilfried Wroost: Peter Pink. Niederdeutsches Volksstück in drei Akten (Peter Pink, erwerbsloser Arbeiter) – Regie: Nicht angegeben (NORAG)
- 1926: Jan Fabricius: Ünner een Dack. Speel in dree Uptöög (Vader) – Regie: Nicht angegeben (Übertragung aus Kiel – NORAG)
- 1926: Hans Ehrke: Dat Pastür. Komedie in een Optog (De Vörstand) – Regie: Otto Mensing (Einakterabend der Niederdeutschen Bühne Kiel – NORAG)
- 1926: Gorch Fock: Cili Cohrs. Irnsthaftig Spill in 1 Akt – Regie: Otto Mensing (Einakterabend der Niederdeutschen Bühne Kiel – NORAG)
- 1926: Hinrich Wriede: Leege Lüd. Een lustig Spillwark in een Törn (Hans, Buer) – Regie: Otto Mensing (Einakterabend der Niederdeutschen Bühne Kiel – NORAG)
- 1927: Paul Schurek: Stratenmusik (Hein Dickback, Strotenmuskant, Baß) – Regie: Nicht angegeben (NORAG)
- 1927: Wilfried Wroost: Wrack. Hamburger Volksstück in vier Aufzügen – Sprecher: Nicht angegeben; Regie: Otto Mensing (Kieler Niederdeutsche Bühne – NORAG)
- 1927: Hans Ehrke: Füer. Drama in vier Akten – Regie: Otto Mensing (Ensemble: Kieler Niederdeutsche Bühne – NORAG)
- 1927: Otto Franz Grund: Nestküken. En lustig Spill in 3 Akten (Jan Wunnerlich) – Regie: Otto Mensing (NORAG)
- 1927: Adolf Feldvoß: Bornhöved. En nedderdütsch Drama in en Vörspeel un dre Akten – Kommentar und Regie: Otto Mensing (NORAG)
- 1927: Ottomar Enking: Dat Kind. Komeedi in dree Optög (De ol Knees, Rentjee) – Regie: Otto Mensing (Gastspiel der Kieler Niederdeutschen Bühne – NORAG)
- 1928: Fritz Stavenhagen: De ruge Hoff. Niederdeutsche Bauernkomödie in fünf Akten (Hans Joachim Kummerow, Vollbauer) – Regie: Otto Mensing (Gastspiel der Niederdeutschen Bühne (Übertragung aus Kiel) – NORAG)
- 1928: Ingeborg Andresen: De Roop. Spiel in dree Tög (Peter Lassen, Hofbesitzer) – Regie: Otto Mensing (Gastspiel der Kieler Niederdeutschen Bühne – NORAG)
- 1928: Hans Ehrke: Füer. Drama in vier Akten – Regie: Otto Mensing (NORAG)
- 1928: Paul Schurek: Stratenmusik. Plattdeutsche Komödie in drei Akten (Hein Dickback, Stratenmusikant, Baß) – Regie: Otto Mensing (Gastspiel der Kieler Niederdeutschen Bühne – NORAG)
- 1928: Heinrich Behnken: Versteekenspeelen. Plattdeutsches Lustspiel (Angelus Tobaben, ein Bauer) – Regie: Otto Mensing (Gastspiel der Niederdeutschen Bühne (Übertragung aus Kiel) – NORAG) (Drei Ausstrahlungen)
- 1928: Alma Rogge: De Straf. Heiterer plattdeutscher Einakter – Regie: Otto Mensing (Gastspiel der Kieler Niederdeutschen Bühne (Übertragung aus Kiel) – NORAG)
- 1928: Heinrich Behnken: Packesel. Heiterer plattdeutscher Einakter – Regie: Otto Mensing (Gastspiel der Kieler Niederdeutschen Bühne (Übertragung aus Kiel) – NORAG)